# Jørgen Theil
Jørgen Theil (født 1945) er en dansk skibsreder, tidligere mangemillionær, kulturperson og forfatter.
Theil startede sin karriere i skibsbranchen hos skibsmægler Åge O. Mortensen i Kerteminde, derefter hos A.P. Møller med udstationeringer i Paris og Montreal.
Jørgen Theil grundlagde efter en periode som udøver af zenbuddhisme i Japan sit eget rederi i Tokyo i 1976. Blandt de selskaber, der udgør Theils forretninger, er Jørgen Theil A/S og Oriental Sunshine Co. Ltd. S.A. dem, der i dag indeholder de fleste aktiver; jf. de verserende sager om Theils krav på diverse modparter i forbindelse med de begivenheder, der fandt sted i Fjernøsten i firserne.
Theil har skrevet bogen Eventyret om Zen og Den Danske Mafia (2006) – første bind i en kontroversiel trilogi om skibsrederens årelange kamp mod en indspist klike af bankfolk, politikere, advokater og dommere, der efter Theils udsagn kan bevises at have profiteret på ulovlig kapring af et af hans skibe, Fylyppa, for at kapitalisere pantet i forbindelse med bankkrisen i slutfirserne.